# Municipalità aborigena di Nepabunna
La municipalità aborigena di Nepabunna è una Local Government Area che si trova in Australia Meridionale. Essa si estende su una superficie di 76,37 chilometri quadrati e ha una popolazione di 53 abitanti. La sede del consiglio si trova a Nepabunna.